# Guido Barilla
Guido Maria Barilla (Parma, 30 luglio 1958) è un imprenditore e dirigente d'azienda italiano, proprietario e presidente della multinazionale alimentare Barilla.

## Biografia
Ha frequentato il liceo classico a Parma e per due anni negli Stati Uniti (a Boston), poi ha seguito i corsi della facoltà di economia all'Università di Parma ed all'Università Bocconi. A Milano ha poi cambiato facoltà con quella di filosofia. 
È entrato nell'azienda di famiglia nel 1982, lavorando oltre due anni presso la consociata Barilla France di Parigi, e nel 1986 è diventato un dirigente nella sede centrale del Gruppo Barilla a Parma, occupandosi principalmente dell'internazionalizzazione del Gruppo. Nello stesso anno è entrato a far parte del consiglio di amministrazione di Barilla G. & R. F.lli S.p.A., assumendo la carica di vicepresidente nel maggio 1988. In seguito alla scomparsa del padre Pietro, nell'ottobre 1993 viene nominato presidente del CDA di Barilla; dal 2003 è anche presidente del Gruppo.
Nel 2000 è stato nominato da Confindustria "Delegato alle attività di Education e Conoscenza", carica che ha mantenuto per due anni.
In un'intervista rilasciata nel 2009 a Vittorio Zincone della rivista Sette ha dichiarato che tra le sue letture preferite c'è La Repubblica di Platone. Tra gli spot pubblicitari della Barilla i suoi preferiti sono quello per i rigatoni, di Fellini, e quello per le pennette, con musica di Vangelis.
Ha praticato molti sport a livello amatoriale: dapprima il calcio, poi la corsa, il golf e, ultimamente, anche il ciclismo.
Barilla è sposato in seconde nozze con Nicoletta Marassi e ha cinque figli, tre avuti dall'attuale consorte e due avuti dalla prima moglie Federica Marchini.
Il 31 maggio 2019 è stato insignito dell’onorificenza di Cavaliere del Lavoro, che viene conferita ogni anno – e annunciata in occasione della Festa della Repubblica - a imprenditori italiani che si sono distinti nei cinque settori dell’agricoltura, dell’industria, del commercio, dell’artigianato e dell’attività creditizia ed assicurativa, per aver contribuito in modo rilevante attraverso l’attività d’impresa alla crescita economica, allo sviluppo sociale ed all’innovazione.
Possiede il 9% del Parma Calcio insieme ad altri sei imprenditori parmigiani.

## La Fondazione Barilla
Dal 2009 è presidente del Barilla Center for Food & Nutrition, ora Fondazione Barilla., che ha l'obiettivo di analizzare i grandi temi legati all'alimentazione e alla nutrizione nel mondo. Fattori economici, scientifici, sociali e ambientali vengono, quindi, studiati nel loro rapporto di causa-effetto con il cibo con un approccio multidisciplinare.
Il risultato più significativo dell'attività della Fondazione è stato la creazione del modello alimentare denominato Doppia Piramide: uno strumento ideato per guidare le scelte alimentari in funzione della sostenibilità dei cibi stessi. La Doppia Piramide è un esempio di come sia possibile coniugare tutela della salute e difesa dell'ambiente.
Il quinto forum internazionale della Fondazione (2013) è stata poi l'occasione per lanciare un primo seme per la nascita di un accordo globale su cibo e nutrizione: il Protocollo di Milano, accordo globale firmato durante Expo 2015, punta a promuovere stili di vita sani, ridurre lo spreco di cibo dei Paesi firmatari del 50 per cento entro il 2020 e sostenere l'agricoltura sostenibile.

## Controversia sul mondo LGBT
Il 25 settembre 2013, nel corso di un'intervista durante la trasmissione radiofonica di Radio 24 La Zanzara, Guido Barilla ha pronunciato una serie di affermazioni sulle coppie omosessuali:
(Guido Barilla, 25 settembre 2013, La Zanzara, Radio 24.)
Tali affermazioni hanno avuto eco anche fuori dall'Italia ed hanno provocato la reazione delle associazioni LGBT italiane ed internazionali nonché forti polemiche sui social network, con minacce di boicottaggio nei confronti dei prodotti del gruppo. Il giorno dopo, Guido Barilla si è scusato in un video per le frasi pronunciate affermando: A tutte le persone - amici, famiglie, dipendenti e partner commerciali - che si sono sentite toccate o offese, chiediamo sinceramente scusa.